# Осторожно, Задов!
«Осторожно, Задов! или Похождения прапорщика» — юмористический сериал телеканала СТС, спин-офф сериала «Осторожно, модерн! 2» про жизнь одного из его героев — прапорщика Задова, сыгранного Дмитрием Нагиевым. Особенностью сериала является обилие специально приглашённых на несколько эпизодов знаменитостей, в частности в сериале снимались Любовь Полищук, Татьяна Васильева, Андрей Федорцов, Игорь Лифанов, Александр Половцев и другие. Сергей Рост, игравший с Дмитрием Нагиевым основные роли в «Осторожно, модерн!» и «Осторожно, модерн! 2», от участия в проекте отказался.

## Сюжет
Один из ключевых героев сериала «Осторожно, модерн! 2», Василий Петрович Задов, влачит жалкое существование: воинскую часть, где он браво, но не всегда честно служил прапорщиком, расформировали, а жена Нина его бросила и ушла к другому мужчине, при этом позволив Василию жить в её квартире, по причине чего Задову приходится в одиночку воспитывать совершеннолетнего сына Пашку (в то время как падчерица Таня уехала на Чукотку к жениху Ване) и искать новые способы заработка, пока его не переведут в другую часть. Параллельно персонаж будет пытаться найти новую любовь, то и дело отвлекаясь на мимолётные интрижки.

## Формат
Образ главного героя — грубоватого, неотёсанного, пошловатого и воинственного прапорщика Задова — придумали коллеги Дмитрия Нагиева по «Осторожно, модерн!» и «Осторожно, модерн! 2» — Сергей Рост, игравший с Дмитрием Нагиевым основные роли, и режиссёр и сценарист Анна Пармас.
По словам Сергея Роста, отказавшегося от участия в сериале, первые мысли о создании нового проекта про Задова с участием звёзд появились у Дмитрия Нагиева во время съёмок в новогоднем мюзикле «Осторожно, модерн! 2004» с участием знаменитых певцов и телеведущих. Режиссёр и сценарист Андрей Балашов же настаивает на том, что замысел сериала возник с подачи тогдашнего генерального директора СТС Александра Роднянского после ухода Роста из проекта.
Основное действие сериала происходит там же, где и в «Осторожно, модерн! 2», лишь расширилось разнообразие локаций: например, теперь героев можно увидеть в магазине, на улице, в части прапорщика Задова. Но, по оценкам прессы, новый сериал, лишённый привычных телезрителю персонажей, растянутый по времени, в отличие от «Осторожно, модерн! 2», был наполнен значительно бо́льшим количеством скабрезных гэгов, утратил художественную камерность и был менее популярен. На съёмки одной серии уходило полтора дня, на монтаж — полдня.
Так же, как и в «Осторожно, модерн! 2004», на финальных титрах серий первого и второго сезонов демонстрируются неудачные дубли.

## Персонажи
- Прапорщик Задов[18] (все серии) / Эдик Рылов, участковый милиционер[9] (пилотная серия, 1 сезон: 1, 5, 8, 13 серии; 2 сезон: 4, 5, 8-12 серии) / Пашка, сын Задова (1 сезон: 1, 3, 5, 6, 9-14 серии; 2 сезон: 3, 4, 6 серии) / Танька, падчерица Задова (1 сезон: 1 серия) / генерал Сиська[19] (1 сезон: 3 и 5 серии) / Зинаида, вторая жена Задова[9][20][21][22] (1 сезон: 3 серия) / грузин[23] / врач (2 сезон: 1 серия) / брат Карины / красавица, соседка Саши (2 сезон: 2 серия) / кавказец (2 сезон: 3 серия) / Мохнатый, криминальный авторитет (2 сезон: 4 серия) / Марина Геннадьевна, кассирша[24] / дочь кассирши (2 сезон: 5 серия) / капитан Икс / прапорщик Иванова (2 сезон: 6 серия) / Степанида, мама Тамары[25] (2 сезон: 7 серия) / Степан Сморковичев[19] / Кожухин-Мраморный, младший лейтенант милиции / вор, сообщник Патлатого[26] (2 сезон: 8 серия) / Сергей Анатольевич, бомж[27] / продавщица Зоя[24] (2 сезон: 10 серия) / Никита Сергеевич, киллер[28] (2 сезон: 12 серия) / майор / генерал Тигр (2 сезон: 13 серия) / Михаил, мужчина по вызову[29] (2 сезон: 14 серия) — Дмитрий Нагиев[30]
- Настя, третья жена Задова (1 сезон: 3 и 4 серии) / аптекарша (1 сезон: 14 серия) / Анжела, официантка в кафе (2 сезон: 14 серия) — Светлана Письмиченко
- Ирина Борисовна, мама Насти[24] (1 сезон: 4 серия) / мама Задова (1 сезон: 13 серия) / Люся, бывшая возлюбленная Задова (1 сезон: 14 серия) / Катерина, жена начальника отделения милиции № 69 (2 сезон: 4 серия) — Светлана Кифа
- Тамара, четвёртая жена Задова (2 сезон: 1, 7-14 серии) — Татьяна Васильева[31]
- Жорик, сын Тамары (2 сезон: 1 и 7 серии) — Михаил Трясоруков[23]
- Надя, сестра Тамары (2 сезон: 7 серия) — Евдокия Германова
- Антонина Максимовна, соседка Задова (2 сезон: 2, 9, 10 серии) — Людмила Гурченко[32]
- Карина, внучка Антонины Максимовны (2 сезон: 2 серия) — Карина Кокс (Каролина Порошкова)[33]
- Певец (1 сезон: 5 серия) / Максим Максимович, дядя Карины (2 сезон: 2 серия) / психиатр (2 сезон: 7 серия) — Михаил Боярский[34]
- Наташа, девушка Пашки (1 сезон: 1, 10-13 серии) — Наталья Парашкина
- Человек с гвоздями (1 сезон: 2 серия) / прапорщик Приходько, сослуживец Задова (1 сезон: 3, 9, 10, 12 серии; 2 сезон: 1, 3, 5, 6, 10-14 серии) — Андрей Федорцов[35]
- Оля, жена Приходько — Любовь Полищук[36] (2 сезон: 1, 3, 5-7 серии), Марина Иванова[24] (2 сезон: 13 и 14 серии)
- Ксюша, любовница Приходько, новая девушка Пашки (2 сезон: 3 серия) — Татьяна Абрамова
- Мама Приходько (2 сезон: 11 серия) — Кира Крейлис-Петрова[7]
- Сергей Пержо, сосед Задова (2 сезон: 5, 8, 10, 12, 13 серии) — Семён Стругачёв[24]
- Рита, жена Пержо (2 сезон: 5 серия) — Клара Новикова[23]
- Боря, друг Задова (1 сезон: 1 и 5 серии) / полковник Етишкин, начальник Задова (1 сезон: 6 и 7 серии) — Сергей Селин
- Вера, жена Бори[9] (1 сезон: 1, 3 и 9 серии) / Снежанна, коллега Анжелы (2 сезон: 14 серия) — Ирина Ракшина[24]
- Ольга Ивановна[7] (пилотная серия) / скульптор[23] (2 сезон: 1 серия) / Саша, друг Задова[37] (2 сезон: 2, 4 и 5 серии) — Александр Цекало
- Александра[7] (пилотная серия) / Миша, друг Задова[9] (1 сезон: 1, 2, 11, 14 серии) / прапорщик Битюк, сослуживец Задова (1 сезон: 6 и 7 серии) / бомж Вадик[38] (2 сезон: 10 серия) — Александр Половцев
- Татьяна, невеста Миши (1 сезон: 1 серия) — Алиса Шер
- Маша, любовница Задова[24] (1 сезон: 2 и 4 серии) / медсестра (1 сезон: 5 серия; 2 сезон: 9 серия) — Эвелина Бледанс
- Ленка Морозова, школьная любовь Задова (1 сезон: 11 серия) — Алика Смехова
- Инесса Ивановна, директор музея[9] (1 сезон: 1 серия) / Света Куликова, клиентка Задова (2 сезон: 12 серия) — Олеся Железняк
- Элеонора[7] (пилотная серия) / фотограф (1 сезон: 3 серия) / библиотекарь (1 сезон: 14 серия) / Владимир, муж Куликовой (2 сезон: 12 серия) — Юрий Гальцев
- Комбат — Владимир Турчинский[39] (1 сезон: 9-12 серии), Александр Тютрюмов (2 сезон: 13 серия)
- Полковник, начальник отделения милиции № 69 (2 сезон: 4 серия) — Борис Щербаков
- Рядовой Нарцисс (1 сезон: 7 серия) — Пьер Нарцисс
- Генерал дальнего гарнизона (1 сезон: 6 и 7 серии) — Александр Тютрюмов
- Майор дальнего гарнизона (1 сезон: 6 и 7 серии) — Владимир Богданов
- Хирург (1 сезон: 5 серия) / Слава, помощник режиссёра (1 сезон: 11 серия) — Михаил Трухин
- Евгений, режиссёр (1 сезон: 11 серия) — Евгений Дятлов
- Корреспондент / повар Евойный (1 сезон: 7 серия) / граф Сискос (1 сезон: 8 серия) / Эммануил, сосед Задова по санаторию (1 сезон: 9 серия) / актёр в образе крестьянина (1 сезон: 11 серия) / Валерий Синичкин, физик (1 сезон: 13 серия) — Алексей Климушкин
- Актриса, соседка Задова по санаторию (1 сезон: 9 серия) — Анне Вески
- Генерал ГРУ Банкин (2 сезон: 6 серия) — Александр Панкратов-Черный
- Грибник (1 сезон: 6 серия) / полковник ФСБ Лобков (1 сезон: 7 серия) / волшебник (1 сезон: 9 серия) — Сергей Лосев
- Сотрудники МЧС (2 сезон: 1 серия) — Михаил Вашуков и Николай Бандурин[23]
- Джейн (2 сезон: 6 серия) — Юлия Меньшова
- Чиновник комитета по культуре (1 сезон: 8 серия) / отец младенца-подкидыша[7] (2 сезон: 11 серия) — Андрей Ургант
- Мать младенца-подкидыша (2 сезон: 11 серия) — Зоя Буряк[7]
- Марина, журналистка (1 сезон: 8 серия) — Марина Хлебникова[40]
- Коля, сосед Ирины Борисовны (1 сезон: 4 серия) — Сергей Дроботенко[24]
- Борис, сосед Задова (2 сезон: 9 серия) — Борис Смолкин
- Нинель Эдуардовна, управдом (2 сезон: 8 серия) — Нина Русланова[23]
- Лена, бывшая одноклассница Задова, вторая жена Сморковичева (2 сезон: 8 серия) — Амалия Мордвинова (Амалия&Амалия)
- Светлана Андреевна[7] (пилотная серия) / Вова, водитель эвакуатора (1 сезон: 2 серия) / Андрей Валерьевич, хирургический пациент (1 сезон: 5 серия) / Сергей Овечкин, бывший одноклассник Задова (1 сезон: 13 серия) / Патлатый, бандит[26] (2 сезон: 4 и 8 серии) — Игорь Лифанов
- Жена Андрея Валерьевича (1 сезон: 5 серия) — Анна Банщикова
- Бабки-самогонщицы (пилотная серия) — Андрей Бочаров и Клим Старкин[7]
- Малярши (2 сезон: 2 серия) — Евгения Морозова, Елена Степанюк и Мария Харчева[37] (группа «Мираж»[41])
- Дембеля (1 сезон: 6 серия) — группа «Русский размер»
- Шеф, криминальный авторитет (2 сезон: 4 серия) — Борис Моисеев[42]
- Ира, продавщица (2 сезон: 2, 7 и 8 серии) — Елена Воробей[23]
- Раиса, буфетчица (1 сезон: 3, 5, 10, 12 серии) — Ирина Основина
- Бомж-музыкант (1 сезон: 3 серия) — Владимир Асимов[43]
- Вика, воровка младенца (2 сезон: 11 серия) — Ирина Дубцова[7]
- Алексей Иванович, пушкинист, муж Люси (1 сезон: 14 серия) — Михаил Богдасаров
- Владимир Георгиевич, сторож музея[9] (1 сезон: 1 серия) / Вольдемар Петрович, мастер автобазы (1 сезон: 2 серия) / администратор и директор санатория (1 сезон: 9 серия) — Виктор Соловьёв
- Колян, диспетчер автобазы (1 сезон: 2 серия) — Анвар Либабов
- Аборигены (1 сезон: 2 серия) — Клим Старкин и Константин Анисимов
- Михеич[24] (1 сезон: 4 серия) / доктор (1 сезон: 7 серия) / Федя (1 сезон: 8 серия) — Клим Старкин
- Иван, трансвестит (1 сезон: 5 серия) / рядовой Марков (1 сезон: 7 серия) / бугай с битой (1 сезон: 13 серия) — Андрей Марков

и др.

## Серии
Сериал делится на 2 сезона: 1 сезон 2004 года и 2 сезон 2005—2006 годов. Общее количество серий — 29.

### Пилотная серия (2004)
| Серия | Премьера   | Название                                  | Краткое описание |
| ----- | ---------- | ----------------------------------------- | --- |
| 1     | 06.03.2004 | Осторожно, 8 марта! или Похождения Задова | В глухой сибирской деревне три женщины — Ольга Ивановна (Александр Цекало), Александра (Александр Половцев) и Светлана (Игорь Лифанов) — пишут письмо президенту, чтобы он прислал им в подарок к 8-му марта хотя бы одного мужчину. Тем временем в городе прапорщик Задов во время совместной пьянки с милиционером Рыловым случайно пробалтывается о своей тайной связи с Зоей, девушкой Эдика. Испугавшись кары за содеянное, Василий Петрович бросается наутёк, участковый — за ним. Погоня длится до тех пор, пока именно 8-го марта Задов не оказывается в женской деревне под защитой местных жительниц, абсолютно уверенных в том, что Василий Петрович и есть президентский посланник. |

По словам Дмитрия Нагиева, помимо посвящённой 8-му марта серии был снят эпизод к 1-му мая с участием Александра Цекало, Игоря Лифанова и Филиппа Киркорова, однако он не был показан в эфире и не издавался на DVD.

### Первый сезон (2004)
| Серия   | Премьера   | Название                   | Краткое описание |
| ------- | ---------- | -------------------------- | --- |
| 1 (2)   | 11.09.2004 | Ограбление                 | Доведённый до отчаяния хроническим безденежьем, прапорщик Задов решает ограбить районный краеведческий музей. Предметы его охоты — тунгусский метеорит и дорогостоящие бивни мамонта. Не всё проходит гладко, да и участковый милиционер Эдик идёт по следу. |
| 2 (3)   | 18.09.2004 | Дорожное приключение       | Василий Задов поехал со своей любовницей Машей (Эвелина Блёданс) за город, но вот незадача — внезапно в «Жигулях» прапорщика из-за дырки в топливном баке закончился бензин. Машину надо тянуть, но как? Именно в этот момент на дороге появляется «спасительный» эвакуатор, за рулём которого сидит абсолютный дебил по имени Вова (Игорь Лифанов).                 |
| 3 (4)   | 25.09.2004 | В поисках любви            | Прапорщик Задов в первый раз в жизни по-настоящему влюбился, и всё бы ничего, но озабоченный генерал Сиська, который узнал об этом, велел за двое суток довести дело до свадьбы. |
| 4 (5)   | 09.10.2004 | Здравствуйте, я ваша тёща! | Задов приезжает со своей молодой женой Настей (Светлана Письмиченко) к ней на дачу. К счастью для прапорщика, в доме напротив живёт Маша, к которой Василий Петрович начинает регулярно отлучаться под предлогом походов на рыбалку, но неожиданно приезжает тёща (Светлана Кифа), которой Задов явно не по нутру.                                                   |
| 5 (6)   | 16.10.2004 | Перемена пола              | Прапорщик Задов внезапно открывает для себя, что женщиной быть выгодней во всех отношениях. Как человек действия, он решается на операцию по перемене пола. Не успев в полной мере насладиться прелестями нового состояния, Василий Петрович сталкивается с обстоятельствами, вынуждающими его обратно становиться мужчиной.                                         |
| 6 (7)   | 23.10.2004 | Звёздный воин              | Прапорщик Задов направлен для прохождения службы в дальний гарнизон, где жизнь его становится невыносимой из-за многочисленных взысканий. Однако случайная встреча с инопланетным разумом в корне меняет условия пребывания Василия Петровича в этой части. |
| 7 (8)   | 30.10.2004 | Пересадка мозга            | При проведении внеплановых стрельб прапорщик Задов получил травму головы. Полковой доктор проводит операцию и вырезает Василию Петровичу часть мозга. Поведение прапорщика в корне меняется, и высший командный состав части принимает решение совсем очистить голову Задова от мозга.                                                                               |
| 8 (9)   | 06.11.2004 | Фамильный особняк          | Прапорщику Задову решением министерства культуры передаётся во владение целый дворец, до революции принадлежавший его прадеду. Однако находится немало других желающих заполучить столь ликвидный объект недвижимости в собственность. |
| 9 (10)  | 13.11.2004 | Загадочный пакет           | Товарищ комбат (Владимир Турчинский) доверил прапорщику Задову на хранение секретный пакет. Василий Петрович теряет сон и аппетит в попытках узнать, что находится внутри и, как следствие, заболевает «обрезательным синдромом». |
| 10 (11) | 21.11.2004 | Поездка в Бразилию         | Прапорщик Задов хитростью выманил у сына выигрышную крышечку от прохладительного напитка и собирается в турпоездку в Бразилию. Товарищ комбат решает использовать поездку Василия Петровича как прикрытие для засылки в Бразилию разведчика. |
| 11 (12) | 28.11.2004 | История совращения         | В гости к прапорщику Задову приходит его школьная любовь — Ленка Морозова (Алика Смехова). На радостях Василий Петрович рванул за водкой, попросив сына Пашку развлечь свою старинную подругу. Отец не знал, что «тётя Лена» с детства являлась для сына объектом смелых эротических фантазий.                                                                       |
| 12 (13) | 05.12.2004 | Звезда с неба              | Нина, первая жена Задова, собирается вернуться домой и требует от Василия как можно поскорее убраться из её квартиры. Чтобы получить новую отдельную жилплощадь, прапорщику Задову нужно срочно жениться. Единственная кандидатура — буфетчица Раиса (Ирина Основина) — не против, но ставит Василию Петровичу необычное условие: он должен достать «звезду с неба». |
| 13 (14) | 19.12.2004 | А был ли мальчик?          | Прапорщику Задову поставили смертельный диагноз. Отчаявшись, Василий Петрович садится писать завещание, но выясняется, что оставить в наследство нечего, кроме детской коробочки с индейцами. Открыв коробочку и взяв игровые фигурки в руки, прапорщик самым загадочным образом становится 17-летним мальчиком.                                                     |
| 14 (15) | 26.12.2004 | Клад Пушкина               | Прапорщик Задов случайно узнаёт о существовании клада Пушкина. Оказывается, перед самой дуэлью Александр Сергеевич зарыл в землю огромный кусок золота, нарисовал карту, разорвал её пополам и передал своим близким. Однако по следам клада идёт не только Василий Петрович, но и один известный пушкинист (Михаил Богдасаров).                                     |

В среднем, первый сезон в аудитории «все зрители 6-54 лет» прошёл с рейтингом 3,5 % и долей 10,1 %, в то время как среднесуточная доля СТС по данной аудитории была выше — 11,4 %.

### Второй сезон (2005—2006)
На презентации нового сезона СТС в июне 2005 года было объявлено, что во втором сезоне должно было выйти двадцать серий, в сентябре же в программе «Истории в деталях» сообщили, что продолжение будет состоять из 32 эпизодов, но в итоге было снято столько же серий, сколько и в первом сезоне — 14, однако в целях усиления динамики хронометраж серий был сокращён с 53-54 до 42-43 минут, также увеличилось количество звёзд, принимающих участие в проекте.
| Серия   | Премьера   | Название                   | Краткое описание |
| ------- | ---------- | -------------------------- | --- |
| 1 (16)  | 21.08.2005 | С бомбой по жизни          | Внезапно к прапорщику Задову приезжает некая Тамара (Татьяна Васильева) из Череповца со своим сыном Жориком (Михаил Трясоруков). Она уверяет, что являлась подругой Задова по переписке, когда тот якобы сидел в тюрьме. В конец сбитый с толку прапорщик по требованию Тамары идёт к врачу, который обнаруживает в животе Василия Петровича бомбу. |
| 2 (17)  | 28.08.2005 | 6 невест прапорщика Задова | Друг прапорщика Задова Саша (Александр Цекало) подбивает того жениться на богатой соседке Антонине Максимовне (Людмила Гурченко). Лишённый женского внимания, Василий Петрович принимает предложение. Но надо же так случиться, что именно с этого самого момента прапорщиком начинают интересоваться все женщины микрорайона! |
| 3 (18)  | 04.09.2005 | Китайское снадобье         | Василий Задов приютил у себя ушедшего от жены Оли (Любовь Полищук) и влюбившегося в молоденькую девушку Ксюшу (Татьяна Абрамова) прапорщика Кешу Приходько (Андрей Федорцов). Так как водки не было, это дело отметили тем, что было — спиртосодержащим раствором китайского производства. Результат — Иннокентий стал маленьким и живёт в коробке из-под обуви, а Василий Петрович приводит в свою квартиру Олю Приходько, свою старинную любовницу.                                                        |
| 4 (19)  | 18.09.2005 | Я сказал: Мохнатый!        | Матёрые преступники случайно принимают прапорщика Задова за известного авторитета Мохнатого. Василий Петрович мгновенно находит выгоду такого положения, невзирая на протесты своего друга Саши. И хотя притворяться Мохнатым страшно, игра стоит свеч — прапорщик Задов становится владельцем дорогостоящего произведения живописи. |
| 5 (20)  | 02.10.2005 | Лотерейная лихорадка       | Друг прапорщика Задова Саша выиграл в лотерею, но пока об этом не знает. Задов хитростью выманивает у него выигрышный билет и подменяет на свой, безвыигрышный. Друг подозревает Василия Петровича в содеянном, но никак не может доказать акт подмены. Билет тем временем постоянно меняет хозяев, и всё больше людей вовлекаются в лотерейную лихорадку. |
| 6 (21)  | 09.10.2005 | Миссия посибл              | Выясняется, что много — много лет назад прапорщик Задов спас на пожаре маленькую американскую девочку. Джейн (Юлия Меньшова) выросла и решает навестить Василия Петровича. Однако, спецслужбы считают, что американка Джейн — агент ЦРУ, и вовлекают Задова в сложную шпионскую комбинацию. |
| 7 (22)  | 16.10.2005 | Мнимое заклятие            | К прапорщику Задову вселяется загадочная квартирантка Надя (Евдокия Германова). По удивительному стечению обстоятельств именно с этого момента у прапорщика началось фиаско с женщинами. Надя убеждает Василия Петровича в том, что на него наложено проклятие, и ему необходимо поскорее жениться, и лучшей кандидатуры, чем Тамара из Череповца, быть не может. |
| 8 (23)  | 13.11.2005 | День рождения по-быстрому  | Прапорщик Задов привыкает к семейной жизни, и первый раз собирается по-человечески встретить свой день рождения. Однако, вот незадача — на столе нет водки! Василий Петрович решает по-быстрому сходить в магазин, но череда случайных встреч задерживает его на обратном пути домой, где уже собрались гости. |
| 9 (24)  | 20.11.2005 | Поревнуем?                 | Прапорщик Задов очень доволен семейной жизнью, но вот незадача — он начал ревновать свою жену Тамару к соседу Борису (Борис Смолкин). Тамара безумно любит Василия Петровича, но её гложут сомнения в его верности. Цепная реакция взаимных подозрений приводит к самым непредсказуемым событиям. |
| 10 (25) | 27.11.2005 | 4 рыбки, 2 бомжа и 1 ваза  | Антонина Максимовна попросила Задова поухаживать за своей квартирой на время её отъезда в отпуск. Жена Василия Петровича, Тамара, также отъехала на неделю, попросив местного бомжа Вадика (Александр Половцев) присматривать за мужем. Раздосадованный таким недоверием, Задов случайно разбивает аквариум с любимыми рыбками Антонины Максимовны. С этого и начинается цепочка нелепых случайностей, чуть было не доведшая прапорщика до самоубийства.                                                     |
| 11 (26) | 03.03.2006 | Подкидыш                   | Под дверь прапорщику Задову, радующемуся, что он наконец подстригся, подкидывают младенца. Жена Василия Петровича думает, что это ребёнок одной из бывших подруг мужа. Задов стремится доказать, что это не так, и подкидывает младенца своему другу, прапорщику Приходько. Младенец передаётся из рук в руки, а по его следам идёт участковый милиционер Эдик. |
| 12 (27) | 03.03.2006 | Киллер по вызову           | Прапорщик Задов всеми силами стремится разбогатеть. Однажды его случайно принимают за киллера, и Василий Петрович не сознаётся в обратном. Слух мгновенно разносится по микрорайону, и прапорщику начинают поступать хорошо оплачиваемые заказы. |
| 13 (28) | 10.03.2006 | Охота на Тигра             | Товарищ комбат (Александр Тютрюмов) сообщает прапорщику Задову, что в город приезжает генерал Тигр, которого всеми правдами и неправдами нужно отговорить от инспекции воинской части. Выясняется дополнительная подробность: генерал Тигр — первый муж Тамары, нынешней жены Василия. Другой бы сдался, но прапорщик придумывает гениальный план. |
| 14 (29) | 10.03.2006 | Шило на мыло!              | Задов и Приходько месяц сидят без работы, но вместо поиска вакансий проводят время в баре, деля одну кружку пива на двоих. В результате Тамара начинает отказывать Василию в интимной близости и перестаёт исполнять домашние обязанности, что выводит Задова из себя. Кеша же начинает злоупотреблять курением и алкоголем, теряя общий язык с женой Олей (Марина Иванова). Решение проблем находится неожиданно: Тамара начинает жить с Олей, а Василий с Иннокентием решают закадрить официанток из бара. |

После окончания съёмок второго сезона создатели сериала решили закончить сотрудничество с СТС. По словам Нагиева: «Канал СТС никогда нас не подводил, но на сегодняшний день он стал более гламурным, а прапорщик Задов и гламур — вещи несовместимые». В свою очередь, режиссёр Андрей Балашов признал: «…зритель не так чтобы очень хорошо принял этот проект. Вау-эффекта он не произвёл».

## Саундтрек
- В заставке и титрах пилотной серии, как и в «Осторожно, модерн! 2», звучит композиция Hu Ha группы Montefiori Cocktail[7].
- В заставке и титрах 1 сезона звучит композиция группы Combustible Edison — Hot And Bothered[9][63].
- Во 2 сезоне звучит композиция Bachelor Pad (F.P.M. Edit), автор — Fantastic Plastic Machine[7].

## Zадов in Rеалити
«Zадов in Rеалити: Кто хочет жить в ПентхауZе?» — заключительная часть сериала про прапорщика Задова, вышедшая на «РЕН ТВ» 8 сентября 2006 года в рамках расширения на канале линейки развлекательных проектов для женской молодёжной аудитории. Производством занималась студия «Джой Продакшн».
Сюжет
Серии снимались в режиме пародии на шоу со скрытой камерой: прапорщик Задов и его соседи становятся участниками реалити-шоу. В их квартирах устанавливают скрытые камеры, следящие за жизнью жильцов. Цель реалити-шоу — выявить победителя, которому достанется главный приз — пентхаус, построенный на крыше дома. По условиям конкурса, об участии в реалити-шоу знают только Василий Задов, Иннокентий Приходько, Сергей Пержо (впоследствии его сменит брат Борис), а затем и Эдуард Рылов, при этом их семьи не должны догадываться об этом. Также участники должны выполнять различные задания, которые им даёт ведущий — считающий себя лучшим шоуменом континента и остального мира Алик Ге (аллюзия на британского комедийного персонажа Али Джи).
Формат
На фоне снизившейся популярности сериала «Осторожно, Задов!» создатели решили снова сменить формат, взяв в качестве примера «Осторожно, модерн! 2»: хронометраж серий был сокращён до 22 минут, сюжет стал охватывать события, происходящие с несколькими семьями, увеличилось количество героев первого плана, сыгранных Нагиевым, с параллельным уменьшением числа приглашённых знаменитостей. В отличие от других проектов телевселенной «Осторожно, модерн!», в этом сериале отсутствует фоновая музыка. Продюсеры обозначили получившийся формат как пародию на Задова. Контракт с телеканалом был на 26 серий и, вопреки ожиданиям создателей, продлён не был; в лидеры телевизионных рейтингов сериал никогда не попадал, а в прессе не удостоился ни одного обзора.
Персонажи
- Василий Задов / Алик Ге (все серии) / Зинаида[69][75] (1-6, 8-26 серии) / Эдик Рылов (2-26 серии) / Пашка (3-5, 9, 20 серии) / камео[26] (4 серия) / Яков Семёнович, сантехник (15 серия)[76] / баба Соня, колдунья[77] (20 серия) — Дмитрий Нагиев
- Галина, пятая жена Задова (1-6, 8-26 серии) — Татьяна Колганова[78]
- Кеша Приходько (все серии) — Андрей Федорцов
- Серёжа Пержо (1-11 серии) — Семён Стругачёв[9]
- Борис Пержо, брат Серёжи (11-26 серии) — Сергей Мигицко[79]
- Оля Приходько (1-6, 8-17, 24-26 серии) — Марина Иванова
- Татьяна, вторая жена Рылова (8-26 серии) — Светлана Письмиченко
- Валерий Наумович, новый управдом (3, 7, 8, 13, 14, 17, 18, 23, 24, 26 серии) — Александр Тютрюмов[9]
- Марина, дочь Олиной знакомой (10 и 11 серии) — Лера Кудрявцева[80]
- Жанна, тренер Приходько по каратэ (17 и 20 серии) — Жанна Эппле
- Дед Задова (15 серия) — Андрей Ургант[24]
- Гипнотизёр (6 серия) — Александр Половцев
- Ведущий новостей (19 и 26 серии) — Андрей Марков
- Соломон Аркадьевич, продюсер (19 серия) — Владимир Богданов
- Джинн (21 серия) — Клим Старкин[81]
- Девушки Алика Ге (все серии) — Юлия Кабанова, Лилия Михайлова, Ольга Юдина и Юлия Соловьёва
- Новая девушка Пашки (3 серия) — Андрей Балашов

Список серий
| Серия | Премьера   | Название                                  | Краткое описание |
| ----- | ---------- | ----------------------------------------- | --- |
| 1     | 08.09.2006 | День первый. Шапка                        | Алик Ге по телефону даёт Васе, Кеше и Серёже первое задание. Оно заключается в том, чтобы мужчины под разными предлогами заставили своих жён, несмотря на лето, надеть зимние шапки. Галина, Ольга и Зинаида, не понимая, почему поведение их мужей изменилось, начинают беспокоиться за них: Галя и Оля подозревают Задова и Приходько в изменах, Зина же считает Сергея сумасшедшим и грозит отправить его к своему другу детства, который вставит Пержо паяльник в задний проход. В этой серии Василий Задов танцует как Адриано Челентано под мелодию песни «Amore No». |
| 2     | 15.09.2006 | День второй. Вода                         | Алик Ге даёт Василию, Иннокентию и Сергею следующее задание — каждый из них должен наполнить ванну водой, а затем разлить эту воду по трёхлитровым банкам. Тот, кто выполнит задание первым, победит. Галина, Ольга и Зинаида вскоре случайно застают своих мужей за необычным делом и требуют объяснения. В конечном итоге Задов ссорится с Приходько, так как коварный Кеша спустил всю воду в ванне Василия, вытащив донный клапан, а Пержо едва не оказывается в психиатрической лечебнице. Тем временем в проекте появляется новый участник. |
| 3     | 22.09.2006 | День третий. Казино                       | Ведущий придумывает новое задание — составить словарь «добрых глаголов», с чем худо-бедно справляются все участники, кроме Василия, которому не помог даже толковый словарь. Вместо этого прапорщик приносит домой игральный автомат и организует небольшое казино. Узнав об автомате, к Задову приходят соседи и знакомые, включая управдома Валерия Наумовича (Александр Тютрюмов), и проигрывают все наличные деньги. Позднее Василий, решив выяснить, сколько денег удалось «заработать», вскрывает автомат, однако тот оказывается пуст. Задов не понимает, кто мог украсть деньги. |
| 4     | 29.09.2006 | День четвёртый. Приезд президента         | В гости к Задову собирается приехать президент. Василий начинает готовиться к его приезду, что заставляет ведущего понервничать: ведь если охрана гаранта конституции обнаружит скрытые камеры, Задова могут посадить, а шоу — закрыть. В тот же день, чтобы не отставать от Василия, Иннокентий приглашает к себе Дмитрия Нагиева, Сергей — Михаила Боярского, а Эудард — Романа Абрамовича. Алик Ге, узнав о готовящемся приезде знаменитостей, отказывается давать следующее задание участникам, но в планы героев встретить высоких гостей вмешались обстоятельства. |
| 5     | 06.10.2006 | День пятый. Похороны кота                 | Кот Сергея и Зинаиды по кличке Жмот умирает, и Сергей решает похоронить его. Он обращается к Василию с просьбой помочь организовать похороны, и тот соглашается это сделать за 300 долларов. Вместе с Павлом и Галиной Задов проводит похороны кота, а благодарный Сергей обещает порекомендовать Василия всем знакомым как организатора мероприятий. В это время Эдуард и Иннокентий, мечтающие вывести Задова из конкурса, узнают о новой ипостаси Василия, и в голове Эдика рождается план посадить своего главного конкурента за незаконную предпринимательскую деятельность. |
| 6     | 13.10.2006 | День шестой. Гипноз                       | Эдуард придумывает новый план, как исключить Василия из шоу. Вместе с Иннокентием они проходят курсы гипноза, чтобы затем, загипнотизировав Задова, усыпить его и тем самым лишить шанса на победу. Василий, поспорив с Сергеем, засовывает пальцы в розетку и получает удар током, в результате чего у него появляется способность читать мысли других людей. Прочитав мысли Рылова и Приходько и узнав об их плане, Задов пытается остановить их, в результате чего Иннокентий оказывается загипнотизирован, а Василию в рот падает перегоревшая лампочка, из-за чего он получает ещё один удар током. После этого Задов теряет способность к чтению мыслей. Тем временем Зинаида, мечтая о дивидендах, которые может принести телепатия, заставляет Сергея дёргать два вставленных в розетку оголённых провода. |
| 7     | 20.10.2006 | День седьмой. Табуретка/панно             | Участники проекта получают новое задание — за отведённое время им нужно создать какую-либо вещь своими руками. Кто сделает это лучше, тот победит. Участники делятся на две команды: Василий и Сергей пишут настенную картину, а Эдуард и Иннокентий мастерят барный стул. В дальнейшем правила конкурса изменяются — теперь каждая из команд должна продать свои изделия управдому. |
| 8     | 27.10.2006 | День восьмой. Десять лягушат              | Алик Ге даёт участникам новое задание. По его условиям, в квартирах Задова, Приходько, Пержо и Рылова (а также в доме, где живут герои) в различных местах спрятаны десять надувных игрушек-лягушат, которые участники должны отыскать за отведённое время. При этом к каждой игрушке приложена записка с объяснением, где искать следующую. Задание осложняется тем, что жёны участников по-прежнему не должны знать об условиях конкурса. В итоге Василий и управдом оказываются запертыми на чердаке, Сергей отправляется в психиатрическую лечебницу, а Эдуард случайно находит все игрушки сразу. |
| 9     | 03.11.2006 | День девятый. Час патриция                | По условиям нового конкурса, каждый из участников должен провести у себя дома так называемый «Час патриция». Победителю, передавшему образ патриция наиболее достоверно, будет выдан специальный приз. Позже оказывается, что никто из участников точно не знает, кто такой патриций. Итогом этого становится то, что Задов, Приходько, Пержо и Рылов организуют «Час патриция» по-разному. |
| 10    | 10.11.2006 | День десятый. Марина из Туапсе            | Ведущий не даёт задание, потому что с самого утра в квартире Приходько раздался звонок, и на пороге появилась очень любвеобильная девушка Марина (Лера Кудрявцева) — дочь женщины, у которой Оля снимала комнату во время отдыха в Туапсе. Марина собирается поступать в театральный институт, а потому просит чету Приходько дать ей пожить у них. Но ревнивая Ольга, подозревая грядущие измены мужа, решает отправить Марину к Задову, который страдает из-за отправившейся на отдых в Париж Галины. |
| 11    | 17.11.2006 | День одиннадцатый. Расследование          | Не выдержав двойного давления со стороны жены Зины и Алика Ге, Сергей Пержо принял решение покинуть программу и уйти из дома. Вместо него в шоу появляется переехавший в его квартиру старший брат Борис. Осознав, что предыдущие жёны Сергея — Нинель Эдуардовна и Рита — также внезапно исчезли после приезда Бориса, Зинаида Петровна заражает своих соседок идеей, что мужья нанимали Бориса ликвидировать своих жён. Заметив, что Задов, Приходько, Пержо и Рылов всё время разговаривают со стенками, женщины также подозревают, что предыдущие жёны могли быть замурованы, и решают просверлить стены. Тем самым возник риск обнаружения скрытых камер, что поставило шоу под угрозу закрытия. |
| 12    | 24.11.2006 | День двенадцатый. Заработок               | Ведущий даёт задание заработать денег на своих домашних, не выходя из дома. Задов просит у Галины оплаты работы по дому (готовка обеда, стирка, секс); Кеша предлагает Оле похудеть, при этом сделав доступ к продуктам в квартире платным; Борис продаёт Зинаиде домашнюю версию отдыха на курорте; Эдик же пытается заставить Таню выкупить у него её же вещи. |
| 13    | 01.12.2006 | День тринадцатый. Тараканы                | Пока Задов пытался смазать петли своей входной двери, в его квартиру в поисках соли ворвалась Таня и обнаружила там тараканов, в результате чего Василий и Галина решают вытравить этих насекомых из своей квартиры. Приходько устраивается подработать ночным сторожем в магазин управдома и отчаянно ревнует свою жену Ольгу к остальным мужчинам. |
| 14    | 08.12.2006 | День четырнадцатый. Йети                  | Валерий Наумович приводит Задову на хранение настоящего живого йети, которого он поймал на охоте. Отчаявшись приручить дикое животное, Василий и Галина отдают снежного человека Оле Приходько, однако после того, как Кеша чуть не застрелил монстра, его продолжают передавать по цепочке следующим хозяевам. |
| 15    | 15.12.2006 | День пятнадцатый. Янтарная комната        | Ведущий не даёт участникам задание по причине того, что в квартире Задова происходят удивительные события: тот находит письмо своего покойного деда (Андрей Ургант), знавшего местонахождение Янтарной комнаты, поскольку он сам её и спрятал вместе с гитлеровцами. Василий решает вызвать дух своего родственника, чтобы выведать подробности. Тем временем Кеша пытается помириться с женой, с которой он поссорился из-за отказа чинить унитаз. |
| 16    | 22.12.2006 | День шестнадцатый. Стихи                  | Ведущий даёт участникам задание — весь день они могут разговаривать исключительно стихами. Выполнение этой задачи станет особенно трудным, ведь Галя решила позвать в гости к Задову своих родственников из Молдавии, Зина вознамерилась протестировать на Борисе биологически активные добавки, называя их при этом пищевыми, Оля собралась в оперу в компании с управдомом, чем снова вызывает ревность у Кеши, а Таня мечтает родить ребёнка от Эдика. |
| 17    | 29.12.2006 | День семнадцатый. Бокс                    | Ведущий даёт участникам задание провести турнир по боксу. Задов панически боится поединка с Рыловым, считая его подлым и жестоким, а потому просит Галю договориться с управдомом, чтобы ему поставили бой с Борисом Пержо. Сам Эдик, понимая, что его считают потенциальным победителем, хочет поддаваться противнику, чтобы Таня сделала ставку на его проигрыш и заработала на этом. Зина предлагает Валерию Наумовичу взятку, чтобы Борис отправил Василия в нокаут в пятом раунде. Кеша же в качестве тренера нанял обладательницу чёрного пояса по каратэ Жанну (Жанна Эппле), которая развелась из-за того, что застала мужа в постели с Олей Приходько. |
| 18    | 01.01.2007 | День восемнадцатый. НЛО                   | Ведущий при помощи управдома подкидывает участникам таинственный предмет предположительно инопланетного происхождения. Фантазия героев шоу и удивительное стечение обстоятельств приводят к тому, что женщины подозревают Задова в убийстве Кеши Приходько и Бориса Пержо. |
| 19    | 02.01.2007 | День девятнадцатый. Слуга                 | Приходько узнал из выпуска новостей, что выиграл в лотерею двадцать миллионов рублей, и отказывается от участия в проекте. Через некоторое время становится известно, что выигрыш составляет всего лишь двадцать рублей, и Приходько просится обратно. Ведущий ставит ему условие, при котором тот сможет продолжить борьбу за пентхаус: каждый из остальных участников проекта должен до полуночи попросить Алика Ге оставить Кешу в шоу. |
| 20    | 03.01.2007 | День двадцатый. Репетиция                 | Ведущий даёт каждому задание отрепетировать момент получения ключей от пентхауса. Участники представляют своим жёнам дело так, что будто бы их ожидает некое важное событие с приёмом, балом-маскарадом и приветственными речами. Естественно, что женщины бегут в салоны наводить красоту, однако там с ними случаются неприятные для внешности события. |
| 21    | 04.01.2007 | День двадцать первый. Джинн               | Аллюзия на мультфильм «Аладдин». Эдик Рылов наелся баночных грибов из Душанбе и подхватил вирус жадности, а Василий Задов купил в магазине бутылку грузинского вина молдавского разлива из Багдада, с самым что ни на есть волшебным русскоязычным джинном. И пока пришедший в гости к Задову Борис Пержо находится без сознания после поедания японской рыбы фугу, Василий пытается добиться от джинна исполнения трёх своих желаний, которые должны быть не длиннее пяти слов и не дороже десяти тысяч долларов. |
| 22    | 05.01.2007 | День двадцать второй. Мания преследования | Работа санитаркой в санатории КГБ в советские годы не прошла для Зины даром: она начала подозревать, что за ней следят, и предполагает, что в квартире установлены скрытые камеры. Участники проекта делают всё, чтобы отвадить Зинаиду Пержо от этой несвоевременной мысли, из-за которой шоу находится на грани закрытия. Но также появилась угроза жизни Бори и соседей, которых Зина подозревает в заговоре против неё. |
| 23    | 06.01.2007 | День двадцать третий. Антенна             | На крыше дома непонятно кто установил новую мощную антенну, не позволяющую смотреть телевизионные каналы, но пагубным образом влияющую на тех, кто пытается её настроить, в результате чего Василий Задов и Борис Пержо меняют сексуальную ориентацию и влюбляются в Кешу, который пытался по просьбе управдома к годовщине строительства дома поставить спектакль по роману «Дон Кихот» с участием соседей. А у Рылова начинается такое сильное расстройство желудка, что для обеспечения своей гигиены ему приходится использовать всю бумагу, что есть в его квартире, включая обои. |
| 24    | 07.01.2007 | День двадцать четвёртый. Вампиры          | Оля Приходько решила продать доставшееся ей по наследству от бабушки яйцо Фаберже. Кеша случайно разбил эту ценную вещь, а вину за содеянное свалил на Бориса Пержо. Пержо, в свою очередь, обвинил Задова, а Задов — Рылова. При этом с подачи Оли, подслушавшей телефонный разговор Татьяны об Эдике, «сосущем её кровь», последнего начинают считать вампиром. |
| 25    | 08.01.2007 | День двадцать пятый. Уборка               | Ведущий даёт участникам задание привести их квартиры в образцово-показательный вид. Однако выполнить именно это задание оказывается очень не просто, потому что в каждой семье ранее случились события, последствия которых существенно мешают уборке: Василий и Галина испытывают похмелье, поскольку накануне отмечали день первой брачной ночи; Кеша и Оля страдают после того, как съели четыре тазика слив из посылки, месяц шедшей из Краснодара; Таня принесла Эдику двух кусачих хорьков из живого уголка библиотеки, где она работает; Зина же вообще ввела жёсткий мораторий на уборку в квартире, чтобы таким образом повысить иммунитет. |
| 26    | 08.01.2007 | День двадцать шестой. Портфель            | Управдом попросил Задова посторожить портфель, ну а Василий Петрович естественно тут же проверил его содержимое и обнаружил толстые пачки денег. Участники проекта подозревают, что управдом получил взятку за установку на крыше их дома торговых палаток, то есть именно там, где было обещано построить для победителя шоу пентхаус. И хотя именно это предположение оказалось ошибочным, мысль о том, что участников обманули, нашла в итоге своё подтверждение. |

## Другие появления
31 декабря 2004 года за 25 минут до боя курантов на СТС начался показ новогоднего мюзикла «Ночь в стиле Disco», в котором Кристина Орбакайте исполняла песню «Катюша», параллельно с этим действие переносилось в празднично украшенную квартиру прапорщика Задова, где он негодовал, что Катюша не ответила на его письма. В самой студии шоу Задов не присутствовал, но в ней были развешаны портреты с его изображением.
20 ноября 2005 года на канале «Россия» был показан юбилейный вечер Людмилы Гурченко, который вели Дмитрий Дибров, Николай Фоменко и Дмитрий Нагиев, среди прочего поздравивший актрису в образе Василия Задова.
Также персонажи Нагиева — Василий, Пашка и Зинаида — появляются в телевизионном мюзикле «Первый дома», который был показан на «Первом канале» в ночь на 1 января 2007 года.

## Дальнейшая популяризация
В 2006 году режиссёр Андрей Балашов на основе сценариев к пилотной серии и 1-10 и 12 эпизодам первого сезона написал два сборника рассказов о прапорщике Задове — «Звёздный воин» и «Перемена пола», изданные в 2006—2007 гг.
В ноябре 2006 года Дмитрий Нагиев заявил, что ему предлагали участвовать в конкурсе песни «Евровидение» в образе прапорщика Задова, и он был готов дать на это своё согласие, если бы ему позволили выступить в тандеме с группой «Русский размер».
В вышедшей в марте 2014 года 52 серии ситкома СТС «Кухня» упоминался Василий Задов: дед Кирилл (Сергей Сосновский) стрелял солью в Нагиева, поскольку посчитал, что образом прапорщика артист унизил российскую армию.
В апреле 2016 года в Петербурге на стене технического здания на Синопской набережной появилось граффити с изображением прапорщика Задова, причём одни граждане приняли персонажа сериала за Иосифа Сталина, а другие — за Адольфа Гитлера, в результате уже в сентябре из-за жалоб активиста Дмитрия Цветкова портрет был закрашен жёлтой краской, что вызвало гнев Дмитрия Нагиева: «В Петербурге на нескольких грязных, никому не нужных стенах добрые художники нарисовали известных людей. Где-то весело, где-то серьёзно. Вчера чиновники всё это закрасили. Все остальные проблемы они решили, больше этой бездарной куче <…> заняться нечем. Мне всё равно — буду там нарисован я или кто-то другой. Важно, чтобы на этой серости было хоть что-то нарисовано». В знак протеста создатели рисунка — граффити-команда HoodGraff — в том же месте при содействии сына Нагиева, Кирилла, нарисовали портрет проктолога Зинаиды, который сами же и закрасили спустя сутки после завершения работы.
В декабре того же года на петербургской Московской площади в рамках фестиваля «Ледяная сказка» появилась ледяная скульптура прапорщика Задова, поскольку он вошёл в число символов города, привлёкших внимание СМИ.
В августе 2020 года на съёмках третьего сезона шоу «Первого канала» «Голос. 60+» участник Андрей Папазян вручил ведущему Дмитрию Нагиеву статуэтку в виде прапорщика Задова, так как он посчитал эту роль поворотной в его актёрской карьере.
В вышедшей в марте 2021 года пятой серии ситкома видеосервиса Okko «Нагиев на каникулах» главный герой нашёл в пустыне ОАЭ масляную лампу, из которой вылез джинн (Станислав Круглицкий). Чтобы доказать Нагиеву свою мощь, волшебник предложил актёру флешку, на которой хранятся все проекты, в которых Дмитрий снимался. Однако Нагиев не поверил колдуну, так как одни только сериалы про прапорщика Задова, по его мнению, заняли бы сотни терабайтов.

### Комментарии
1. ↑  Изначально премьера сезона была запланирована на 4 сентября 2004 года, но по причине теракта в Беслане показ был перенесён на неделю, и вместо «Осторожно, Задов!» СТС показал 23-24 серии 3 сезона сериала «Улицы разбитых фонарей» («Парень из нашего города»).
2. ↑  Изначально премьера серии была запланирована на 30 октября 2005 года, но показ был перенесён на 13 ноября, и вместо «Осторожно, Задов!» СТС показал документальный фильм «„9 рота“. Как это делалось».
3. ↑  Изначально премьера серии была запланирована на 18 декабря 2005 года, но показ был перенесён на 3 марта 2006 года, и вместо «Осторожно, Задов!» СТС показал программу «Кино в деталях».